# Mantidactylus biporus
A Mantidactylus biporus  a kétéltűek (Amphibia) osztályába és  a békák (Anura) rendjébe, az aranybékafélék (Mantellidae) családjába tartozó faj. 

## Előfordulása
Madagaszkár endemikus faja. A sziget keleti, középső részén, a tengerszinttől 1600 m-es magasságig honos.

## Megjelenése
Kis méretű Mantidactylus faj. A hímek testhossza 26–27 mm, a nőstényeké 27–34 mm. Orr-része meglehetősen rövid, teste lapult. Színe változatos, gyakran sárgásbarna.
Általában patakok mellett található esőerdőkben, lepusztult erdőkben, vagy erdők melletti nyílt területen. Inkább nedves területeken, mocsarakban, pocsolyákban fordul elő, mint gyors folyású vizekben.

## Természetvédelmi helyzete
A vörös lista a nem fenyegetett fajok között tartja nyilván. Elterjedési területe nagy, élőhelyének változását jól tolerálja, populációja nagy méretű. Számos védett területen előfordul, ennek ellenére élőhelyének elvesztése fenyegeti a mezőgazdaság, a fakitermelés, a szénégetés, az invázív eukaliptuszfajok terjedése, a legeltetés, és a lakott települések terjeszkedése következtében.